# Uboa
Uboa est un projet musical, solo et expérimentale, créé par l'artiste australienne Xandra Metcalfe, basé à Melbourne.

## Histoire

### X (2010-2017)
Xandra Metcalfe crée le projet Uboa en 2010. Le premier album autoproduit, Sometimes Lights, parait le 2 août 2010 sur Bandcamp où il est mis à disposition du public à prix libre,. Les compositions sont signées "X". Xandra Metcalfe a enregistré et produit seule l'intégralité du disque. Le journaliste americano-italien Piero Scaruffi le décrit comme étant une "sacrée expérience, l'équivalent musical de se faire écorcher vif".
Entre 2011 et 2013, Xandra Metcalfe enregistre Jouissance, il parait le 1er octobre 2013. Comme son prédécesseur, il est autoproduit, et disponible à prix libre sur Bandcamp,. Cette fois, Xandra s'entoure d'invités avec "T" et "TV" au chant et "GW" aux percussions, violons et chant. Ce second album tranche dans l'ensemble avec son prédécesseur,.
Le 24 Septembre 2015 sort l'EP Coma Wall avec la collaboration de Anita Shao au chant. L'EP ne comprend qu'un unique morceau long de 23 minutes.

### Xandra Metcalfe (2017-Aujourd'hui)
Le 27 juillet 2017 parait l'EP Hook Echo. C'est la première production d'UBOA à être signée Xandra. C'est aussi la première à être masterisée par une personne extérieure. C'est Dawid Kowalski, producteur polonais et membre du groupe Purgist qui s'en charge. Il s'occupe aussi du troisième album The Sky May Be, qui sort le 18 Octobre 2018. Elle s'entoure à nouveaux de différents invités : Kaia Humphries aux percussions et au violon, SCΔR au synthétiseur, Ashley Hollow (TEETH) aux bruits, Samantha Milne aux samples vocaux et Lou aux cris.
En 2019, paraît le split album avec Bolt Gun. Bolt Gun est à l'origine de l'initiative et qui ont demandé à Xandra Metcalfe de collaborer pour la création de cet EP. Elle reconnaît a posteriori dans une interview qu'elle aurait pu proposer une musique mieux mixée. Le 14 février de la même année parait The Origin Of My Depression. L'album a été entièrement produit et enregistré par Xandra sans aucun invité,. Pour sa création, elle s'est inspirée de Jenny Hval, Planning For Burial et du travail de Ben Salisbury et Geoff Barrow sur la bande-son du film Annihilation,. L'album a été écrit après une tentative de suicide, idée qui infuse l'album dès sa pochette. La photo a été prise accidentellement à l'hôpital.
En février 2023, elle signe sur le label The Flenser. Elle est annoncée comme artiste en résidence au Roadburn 2024 avec trois shows prévus, ce qui marque sa première apparition hors d'Australie,.
Le 28 juin 2024 paraît Impossible Light sur le label The Flenser. Xandra Metcalfe est accompagnée de Tig Harutyunyan, Lane Shi Otayonii (Dent, Elizabeth Colour Wheels, Otay:onii), Charlie Looker (Extra Life, Psalm Zero), Haela Ravenna Hunt-Hendrix (Liturgy) et Samantha Milne.

## Style musicale & thématiques
Le projet est d'abord orienté doom et expérimental avant d'évoluer vers une musique plus orientée noise, à la composition abstraite, bien que toujours expérimentale. Dans la chronique de The Origin Of My Depression pour New Noise Magazine, Arnaud Lemoine classe son album dans la catégorie du death industriel. Xandra Metcalfe enregistre une majeure partie de sa musique directement en live, en utilisant la technique de l'improvisation. Le morceau The Origin Of My Depression provenant de l'album éponyme, a été enregistré durant un live zoom. Pour elle, l'improvisation live permet de lutter contre le syndrome de la page blanche. Au contraire certains titres sont extrêmement produits et peuvent prendre des heures, voire des jours à être finalisés. Elle utilise des samples issus d'improvisations antérieurs, de jeux vidéos et de films,. Pour elle, le plus important est de mélanger les genres musicaux, plutôt que d'avoir un album correspondant à un style précis.
Dans ses morceaux, Xandra Metcalfe n'écrit que sur sa propre expérience et sur elle-même, ainsi que sur la question de la transidentité.
« Well, I am transgender (she/her), and have been out for over two years at the time of writing. It’s absolutely central to Uboa both prior to transitioning (all the releases prior to Hook Echo) and after, both of the angst of being in the closet, being an “egg,” and the chaos (and liberation) that came after, which Hook Echo really signified. I am also bisexual, although despite all the fun troubles it gets me in it rarely appears as quite an inspiration. I guess I am somewhat on the non-binary spectrum, too – I feel my version of womanhood is too singular and distinct from cisgender womanhood, yet I am a real woman nonetheless. »
— Xandra Metcalfe, Profile: Xandra Metcalfe of UBOA (2019)

## Discographie

### Albums
- 2010 : Sometimes Lights
- 2013 : Jouissance
- 2018 : The Sky May Be
- 2019 : The Origin Of My Depression
- 2024 : Impossible Light

### EPs et singles
- 2015 : Coma Wall
- 2017 : Hook Echo
- 2020 : Flesh of the World

### Splits et collaborations
- 2018 : The Apple Of Every Eye (avec Muddy Lawrence)
- 2019 : The Absolute (avec Solus Varak)
- 2019 : Uboa & Bolt Gun (avec Bolt Gun)
- 2022 : Dead Time's Broken Arrow (avec vi .a)